# 武蔵白石駅
武蔵白石駅（むさししらいしえき）は、神奈川県川崎市川崎区白石町にある、東日本旅客鉄道（JR東日本）鶴見線の駅である。駅番号はJI 07。

## 概要
当駅は川崎市内にあるが、JRの特定都区市内制度における「横浜市内」の駅として扱われる。
大川支線の始点・分岐駅で、駅の南側で大川駅へ向かう路線が分かれて行く。かつては大川支線ホームがあったが、現在は無く、隣の安善駅が運転上の分岐駅となっており、当駅には停車しない。しかし、運賃計算上の分岐は当駅となっているため、鶴見方面から大川までの定期券でそのまま当駅で乗降可能である。#旧大川支線ホーム及び鶴見線#大川支線の項も参照のこと。

## 歴史
- 1926年（大正15年）3月10日：鶴見臨港鉄道浜川崎駅 - 弁天橋駅間開通時に、武蔵白石駅（初代・貨物駅）が開設[1]。
- 1930年（昭和5年）11月15日：武蔵白石駅（初代）の廃止届を提出[1]。
- 1931年（昭和6年）7月25日：武蔵白石停留場が開設（旅客営業のみ）[1]。
- 1936年（昭和11年）3月17日：駅への昇格が認可され、武蔵白石駅（2代目）となる。
- 1943年（昭和18年）7月1日：鶴見臨港鉄道の国有化により、鉄道省鶴見線の駅となる[1]。
- 1971年（昭和46年）3月1日：無人駅化[1][2][3]。自動券売機を設置[3]。
- 1987年（昭和62年）4月1日：国鉄分割民営化に伴い、JR東日本の駅となる[1]。
- 1996年（平成8年）
  - 3月9日：この日の夕方より駅改良工事を実施。3番線の使用を停止する[4]。
  - 3月16日：大川支線ホーム（3・4番線）廃止により、大川支線列車は当駅には停車しなくなる[1]。
- 2002年（平成14年）3月22日：ICカードSuica供用開始[5]。
- 2009年（平成21年）10月8日：台風18号により周囲一帯が水没。
- 2020年（令和2年）4月12日：新駅舎供用開始。
- 2022年（令和4年）2月28日：自動券売機の営業終了[6]。

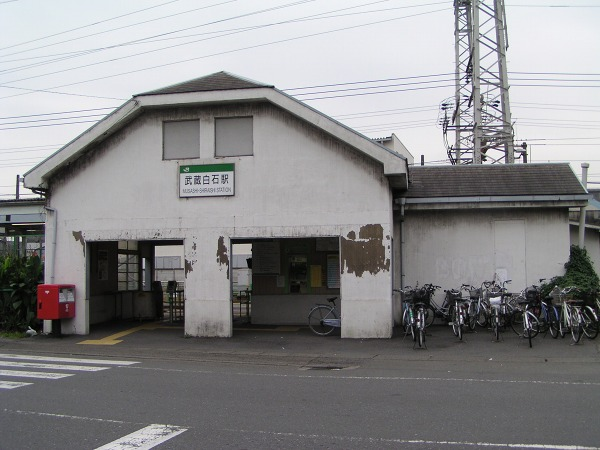
旧駅舎（2005年11月）

### 駅名の由来
日本鋼管創業者の白石元治郎にちなんで駅名が付けられた。ただし、東北本線や函館本線などに白石駅があったため、「武蔵」が付け加えられた。

なお、「白石」を「しらいし」と読む日本の鉄道駅は当駅のみである（それ以外の駅はすべて「しろいし」と読む）。

## 駅構造
相対式ホーム2面2線を有する地上駅である。駅舎は北側にあり、扇町方面ホームに直結していて、2つのホームは構内踏切で連絡している。ホーム上に一部屋根がある。ホームの扇町よりは一部高さが低くなっている。扇町方面ホームはやや狭い。駅の南側を大川支線がかすめている。なお、大川駅へは電車を使わずとも、当駅より道なりに徒歩10分前後で行くことが可能である。
無人駅で簡易Suica改札機設置駅。トイレは改札口の横に設置されているが、男女共用多機能トイレのみ設置されている。旧駅舎時代は、改札を入って右手へ線路沿いの細い通路を行った場所にあり、手前に小便用、小便器右横に大便用便器が設置された男女共用水洗式トイレが設置されていた。

### のりば
駅舎（北側）側を1番線として、以下の通りである。
| 番線 | 路線   | 方向 | 行先             | 備考            |
| ---- | ------ | ---- | ---------------- | --------------- |
| 1    | 鶴見線 | 下り | 浜川崎・扇町方面 |                 |
| 2    | 鶴見線 | 上り | 鶴見方面         | 当駅始発は1番線 |

（出典：JR東日本:駅構内図）
- 2021年4月現在、当駅始発の列車が鶴見方面に日中、および平日ダイヤの朝、土休日ダイヤの夜に設定されている[7][8]。浜川崎駅方面の設定はない。

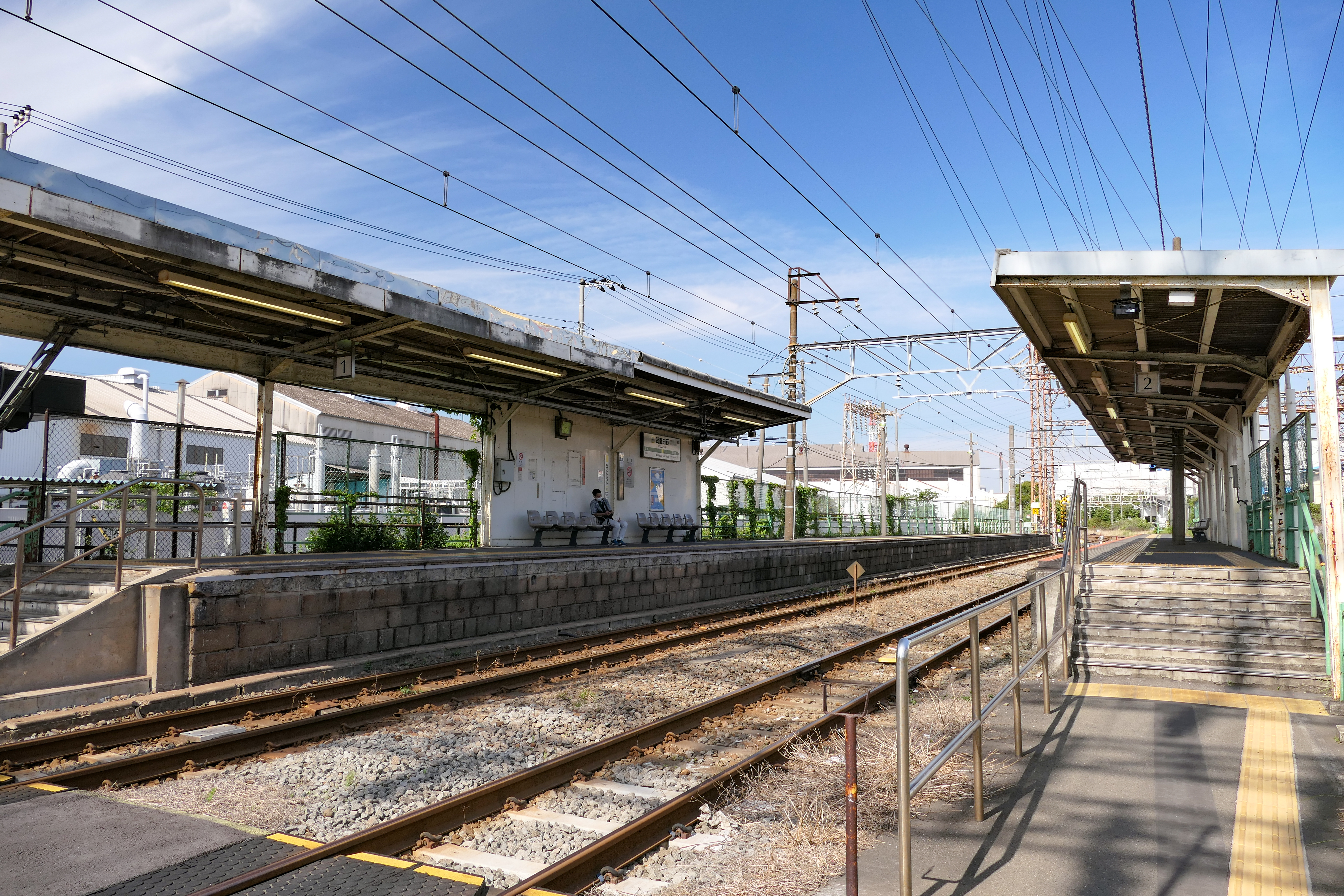
ホーム（2023年5月）
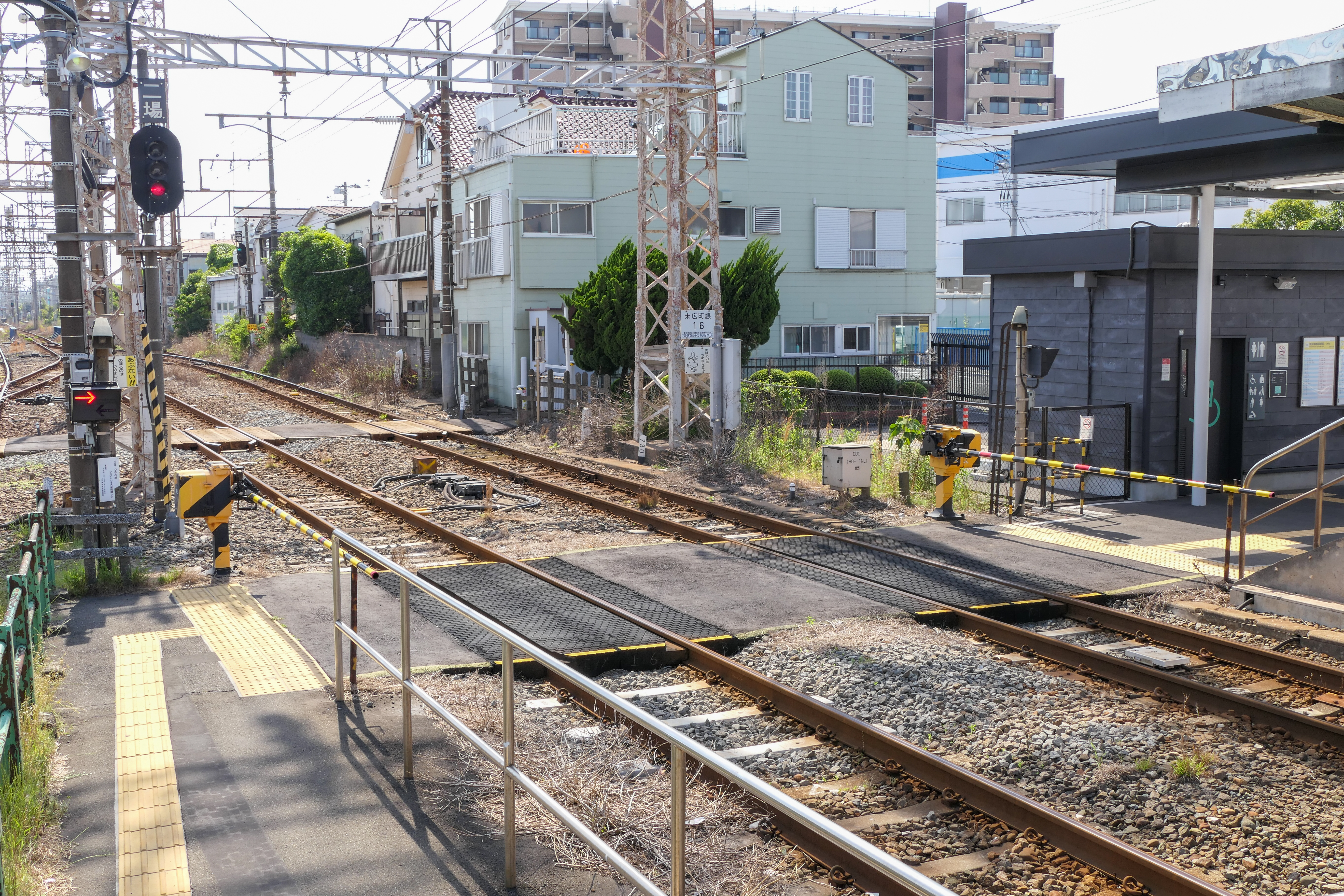
構内踏切（2023年5月）
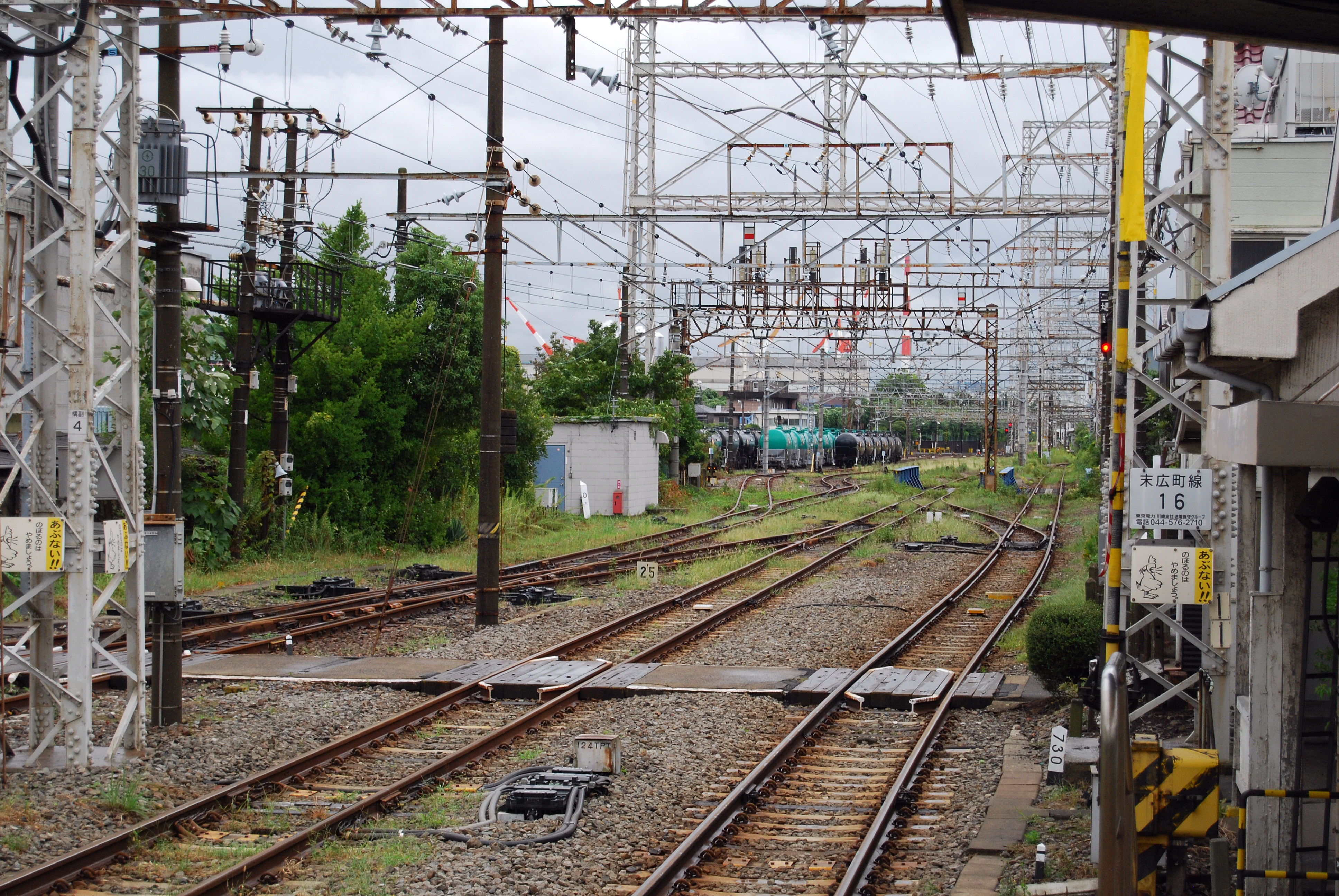
武蔵白石駅から安善駅方面を見る。遠方に見えるのは在日米軍鶴見貯油施設の留置線、左側に見える分岐線は大川方面に向かう支線と浜川崎貨物駅から安善駅の留置線に向かう線路である。（2010年9月）
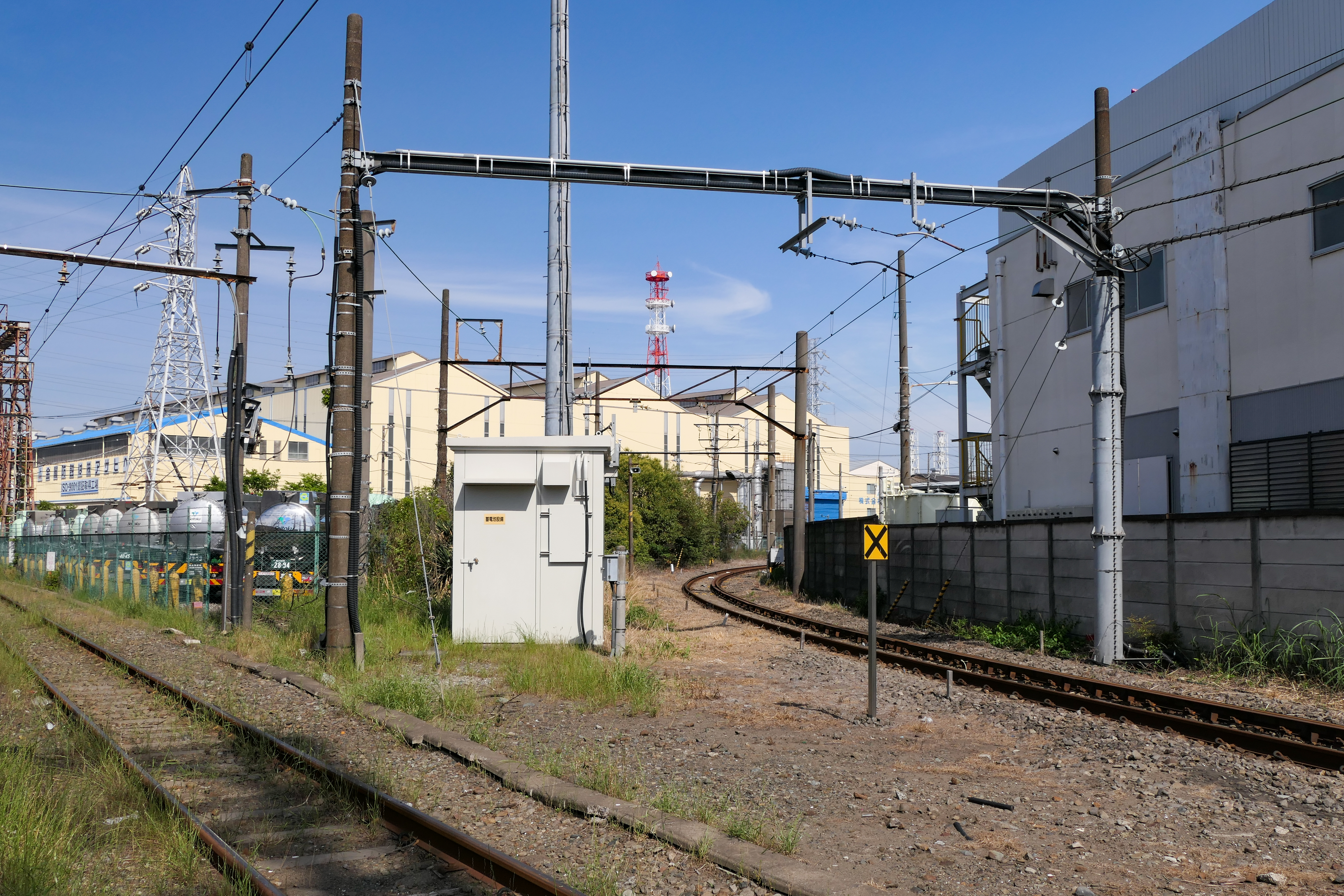
駅の横を走る大川支線の線路（2023年5月）

### 旧大川支線ホーム
1996年（平成8年）3月までは大川支線にもホームが設置されていた。現在の構内踏切の延長上、鶴見線本線から大川支線へのほぼ90度曲がる急カーブに位置し、行き止まり式の3番線と通過可能な4番線が存在したが、3番線は17メートル車1両分しかなく、4番線も17メートル車2両分程度の長さしかなかった。また、本線へ繋がる4番線でホームが支障し、車両限界の関係で20メートル車が通過できなかったため、17メートル車のクモハ12形が長らく使用されていたが、老朽化が激しいなどの問題が多かった。このため、20メートル車の入線を可能にすべく、当駅の3番線および大川支線ホームを撤去し、同時にクモハ12形は103系に置き換えた。

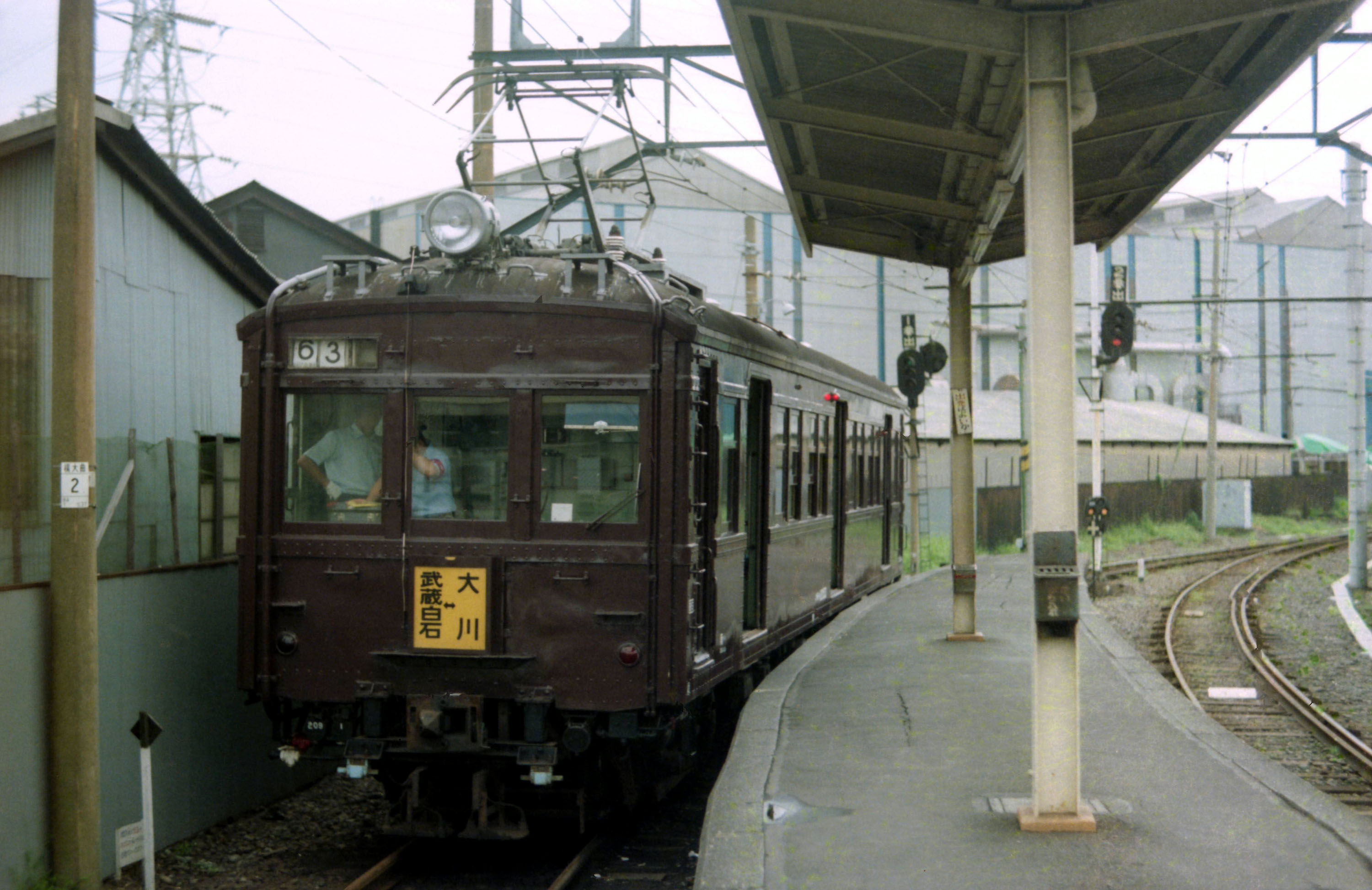
旧3番線に停車中のクモハ12形（1980年8月）

## 利用状況
2008年度の1日平均乗車人員は1,601人である。
近年の推移は以下の通り。
| 年度               | 1日平均 乗車人員 |
| ------------------ | ---------------- |
| 1995年（平成07年） | 1,265            |
| 1996年（平成08年） | 1,223            |
| 1997年（平成09年） | 1,681            |
| 1998年（平成10年） | 1,645            |
| 1999年（平成11年） | 2,178            |
| 2000年（平成12年） | 1,685            |
| 2001年（平成13年） | 1,640            |
| 2002年（平成14年） | 1,582            |
| 2003年（平成15年） | 1,561            |
| 2004年（平成16年） | 1,759            |
| 2005年（平成17年） | 1,750            |
| 2006年（平成18年） | 1,655            |
| 2007年（平成19年） | 1,643            |
| 2008年（平成20年） | 1,601            |

※無人駅は正確な数が把握できないとして、2009年以降非公表となった。

## 駅周辺
- 富士電機川崎工場 - 同社創業の地であり、現在も登記上本店。
- 日本鋳造
- 日本アクセス
- ダイエー川崎プロセスセンター
  - アルタックフーズ（精肉類）
  - デイリートップ東日本（豆腐類）
  - 紀文フレッシュシステム川崎センター
- 日本通運川崎支店
- 川崎浅田郵便局
- 川崎鶴見臨港バス「白石駅前」停留所

## 隣の駅
東日本旅客鉄道（JR東日本）
 鶴見線
安善駅 (JI 06) - 武蔵白石駅 (JI 07) - 浜川崎駅 (JI 08)

### 施設上の隣の駅
東日本旅客鉄道（JR東日本）
鶴見線（大川支線）
武蔵白石駅 - 大川駅
※：大川駅発着列車は、当駅には停車しない。